# Bahamas nos Jogos Olímpicos de Verão de 1988
As Bahamas participou dos Jogos Olímpicos de Verão de 1988 em Seul, na Coreia do Sul. Não conquistou nenhuma medalha, nem de ouro, nem de prata, nem de bronze. Foi a nona participação do país em Jogos Olímpicos de Verão.